# Wotje (atol)

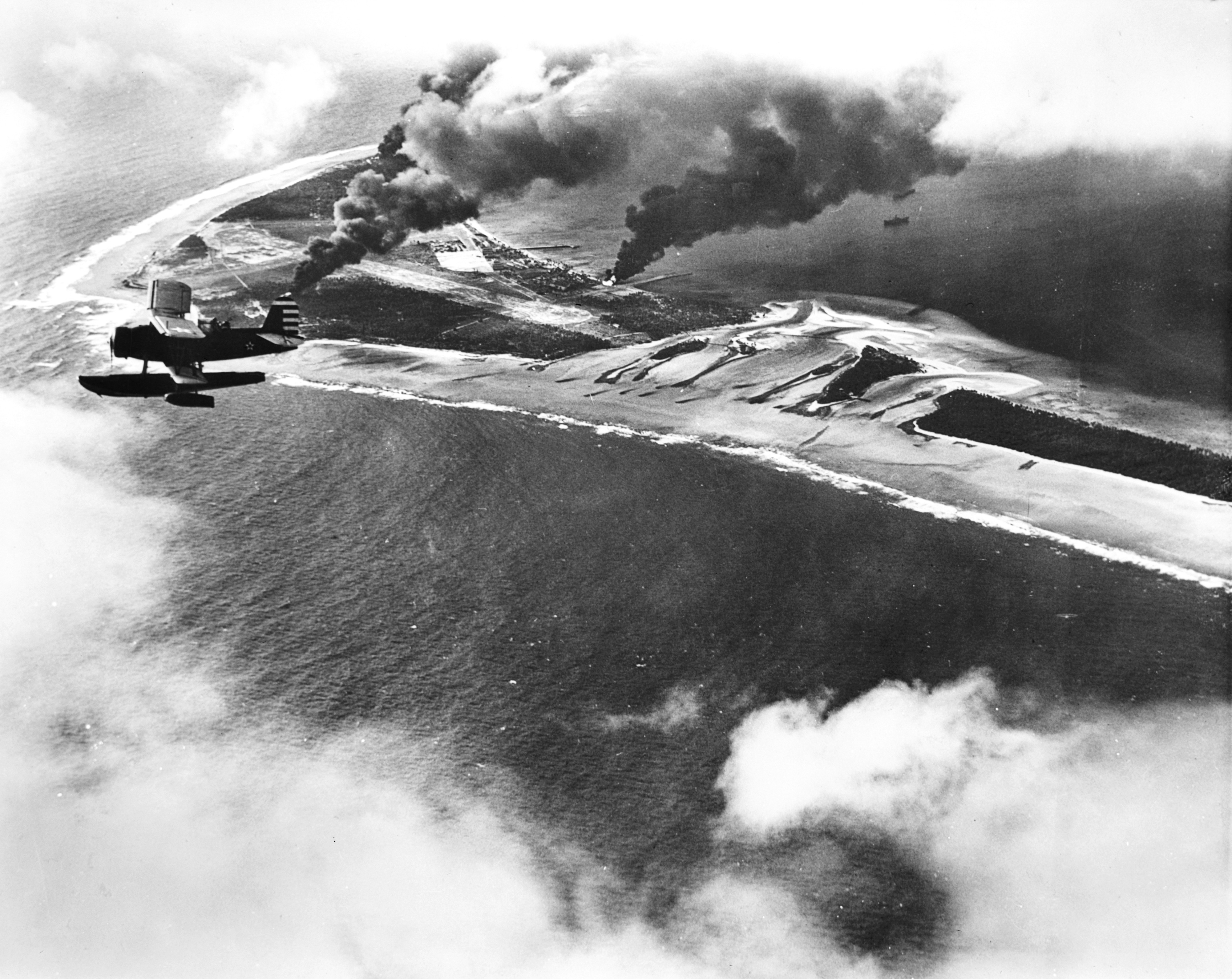
Amerykański wodnosamolot rozpoznawczy Curtiss SOC Seagull nad atolem Wotje, podczas ataku 1 lutego 1942 roku

Wotje (marsz.: Wōjjā) – jeden z atoli łańcucha Ratak Chain w archipelagu Wysp Marshalla w środkowej części Oceanu Spokojnego. W jego skład wchodzą 72 wysepki, o łącznej powierzchni 8,18 km². Otaczają one lagunę o powierzchni około 624,34 km². Według danych za rok 2011 atol zamieszkiwało łącznie 859 osób.
Podczas II wojny światowej Wotje była bazą japońskiej marynarki wojennej i jednym z celów ataku wojsk amerykańskich w ramach operacji Flintlock.

## Nazwa
Nazwa atolu Wotje pochodzi od marsz. Wōjjā oznaczającego „ziemię, na której można się przejeść”. W przeszłości w kartografii i księgach pokładowych funkcjonowały również nazwy: Chatham Island, Christmas Harbour, Odia, Romanzov, Rumanzoff czy Woche.

## Geografia
Atol znajduje się w łańcuchu Ratak Chain w archipelagu Wysp Marshalla w środkowej części Oceanu Spokojnego. Obejmuje 72 wysepki, o łącznej powierzchni 8,18 km², które otaczają lagunę o powierzchni około 624,34 km². Jest to dziewiąty pod względem powierzchni lądu i ósmy co do wielkości laguny atol Wysp Marshalla. Leży 8 km na północ od niezamieszkanego atolu Erikub, który jest wykorzystywany przez mieszkańców Wotje do zbierania żywności.
Wotje znany jest jako „atol ogród”. Znajduje się tu szkoła średnia oraz niewielka elektrownia. Głównym ośrodkiem jest Wotje – największa wysepka atolu (1000 m szerokości w kierunku SW–NE i 3200 m długości w kierunku N–S). Na wyspie znajduje się lotnisko (kod IATA: WTE).

### Demografia
Na atolu w 2011 mieszkało 859 osób (spadek w stosunku do 1999 roku, kiedy to liczba ta wynosiła 866).

### Flora i fauna
Baza danych Avibase podaje (stan na rok 2017), że na atolu występuje 37 gatunków ptaków, w tym cztery narażone na wyginięcie: nawałnik duży (Hydrobates leucorhous), petrel długodzioby (Pterodroma longirostris), burzyk szarogrzbiety (Ardenna bulleri) i kulik alaskański (Numenius tahitiensis).

## Historia
Początki osadnictwa na atolu nie są znane; najprawdopodobniej pierwsi ludzie (Marszalczycy) przybyli tam w I w. p.n.e.
Dla Europejczyków atol został odkryty w 1543 roku, przez hiszpańskiego podróżnika Ruya Lópeza de Villalobos (1500–1544). Spennemann podaje natomiast, że de Villalobos mógł odkryć atol w grudniu 1542 roku – kolejny statek europejski zbliżył się do atolu dopiero w 1788 roku – był to brytyjski transportowiec prowadzony przez kapitana Thomasa Gilberta. W okresie pierwszych kontaktów z Europejczykami atol zamieszkiwany był przez ponad 350 osób.
W 1816 roku rosyjski podróżnik i odkrywca Otto Kotzebue (1788–1846) dotarł do archipelagów Ratak i Ralik na pokładzie statku Rurik i przybył na atol Wotje, skąd zabrał na pokład karolińskiego rozbitka, z którym popłynął na wody Arktyki i następnie w 1817 roku odstawił z powrotem. Notatki z wyprawy Kotzebue zawierają najwcześniejszy i najbardziej dokładny opis atolu ze wszystkich atoli Wysp Marshalla. Kotzebue powrócił na Wotje w 1826 roku, dokumentując zmiany jakie zaszły od jego pierwszego pobytu. W 1884 roku na Wotje przebywała ekspedycja japońska, która sporządziła szczegółowe świadectwo życia na atolu.
Po zakupie Wysp Marshalla przez Niemcy w 1885 roku, głównym ośrodkiem stał się Jaluit, a na Wotje utrzymywano jedynie punkt handlowy. W 1870 na atol dotarli przedstawiciele Kościoła Chrześcijańskiego. Atol, wraz z innymi Wyspami Marshalla został przejęty przez Japonię na początku I wojny światowej i stał się bazą dla japońskiej radiostacji. Po zakończeniu wojny wszystkie terytoria niemieckie na północ od równika przekazano administracji Japonii. W 1922 roku Japonia zamknęła radiostację i otworzyła szkołę dla dzieci z wysp łańcucha Ratak Chain.
Pod koniec lat 30. XX w. Japonia zaczęła umacniać swoją pozycję na Wyspach Marshalla. Ignorując postanowienia międzynarodowe, rozwinęła bazy na atolach Kwajalein, Maloelap i Wotje. Wotje było miejscem manewrów marynarki wojennej i prób z wodnosamolotami. Do budowy lotniska wojskowego z dwoma pasami użyto batalionu więźniów. Ponadto powstała rampa dla wodnosamolotów i keja. Do 1943 roku wzniesiono setki budynków, głównie z drewna. W bazie stacjonowało 2100 żołnierzy i 420 osób personelu marynarki, a bazą dowodził Nobukazu Yoshimi. Wybrzeże zostało umocnione i wyposażone w artylerię nadbrzeżną, m.in. działa przeciwlotnicze. Podczas II wojny światowej stacjonowały tu dwa szwadrony lotnictwa wyposażone w samoloty torpedowe i patrolowe. Na początku wojny znajdowało się tu ponadto 6–12 łodzi typu Kawanishi H6K, które zastąpiono później modelem Kawanishi H8K. Stąd startowały wodnosamoloty podczas drugiego – po Pearl Harbor – ataku na Hawaje, tzw. Operacji K.
Japońska baza na Wotje była jednym z celów wojsk amerykańskich w ramach operacji Flintlock. Od połowy 1943 roku do sierpnia 1945 roku bombowce amerykańskie zrzuciły tu 3500 ton bomb, a okręty 1000 ton pocisków. Amerykanie odcięli również dostawy zaopatrzenia, przez co w garnizonie japońskim zapanował głód. Z 3300 stacjonujących tu wówczas żołnierzy japońskich przeżyło 1200, większość zmarła z głodu.
Do dziś zachowały się pozostałości japońskich bunkrów i umocnień oraz wielkich dział, a w lagunie znajdują się liczne wraki.